# Shinji Kagawa
Shinji Kagawa (nascut el 17 de març de 1989 a Tarumi-ku, Kōbe, Japó), és un futbolista japonès que actualment juga com a migcampista al Sint-Truiden.
L'any 2010 va fitxar pel Borussia Dortmund. El 2012 el Manchester United FC el va fitxar per 17 milions de lliures.
Amb la selecció japonesa acumula un total de 30 partits jugats.
El 12 de maig de 2014 s'anuncià la seva inclusió a la llista de 23 jugadors de la selecció japonesa per disputar el Mundial de 2014 al Brasil. Els dorsals van ser anunciats el 25 de maig.